# Janovice (Starý Jičín)
Janovice jsou vesnice, část obce Starý Jičín v okrese Nový Jičín. Nachází se asi 2 km na jihozápad od Starého Jičína. V roce 2009 zde bylo evidováno 77 adres. V roce 2001 zde trvale žilo 243 obyvatel.
Janovice leží v katastrálním území Janovice u Nového Jičína o rozloze 3,36 km2.